# アルギニンラセマーゼ
アルギニンラセマーゼ(Arginine racemase、EC 5.1.1.9)は、以下の化学反応を触媒する酵素である。
L-アルギニン {\displaystyle \rightleftharpoons } D-アルギニン
従って、この酵素の基質はL-アルギニンのみ、生成物はD-アルギニンのみである。
この酵素は、異性化酵素、特にアミノ酸やその誘導体に作用するラセマーゼやエピメラーゼに分類される。この酵素は、リシン分解、D-グルタミン及びD-グルタミン酸代謝、D-アルギニン及びD-オルニチン代謝の3つの経路に関与している。補因子としてピリドキサールリン酸を必要とする。